# Japán sárkány

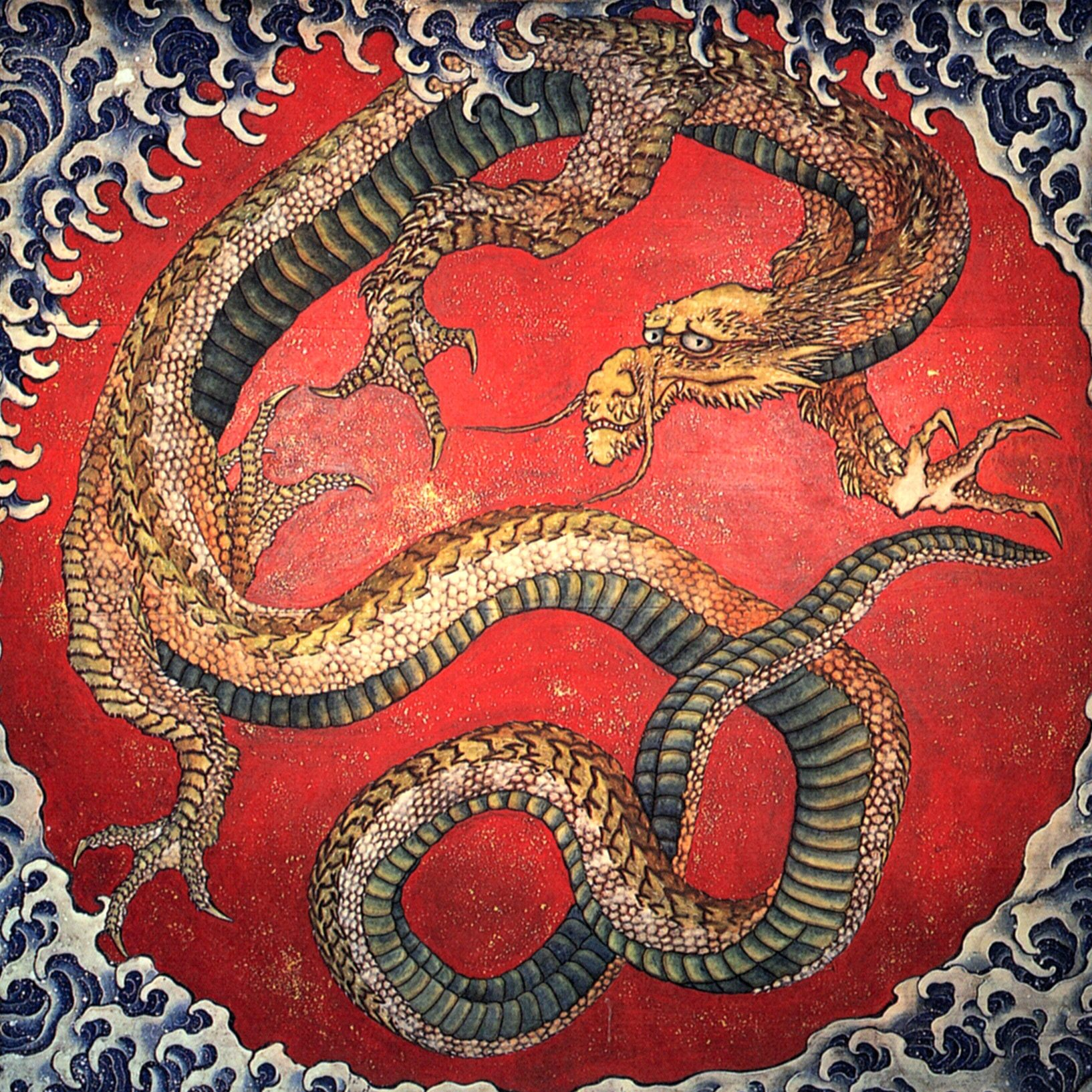
Hokuszai Sárkány című műve

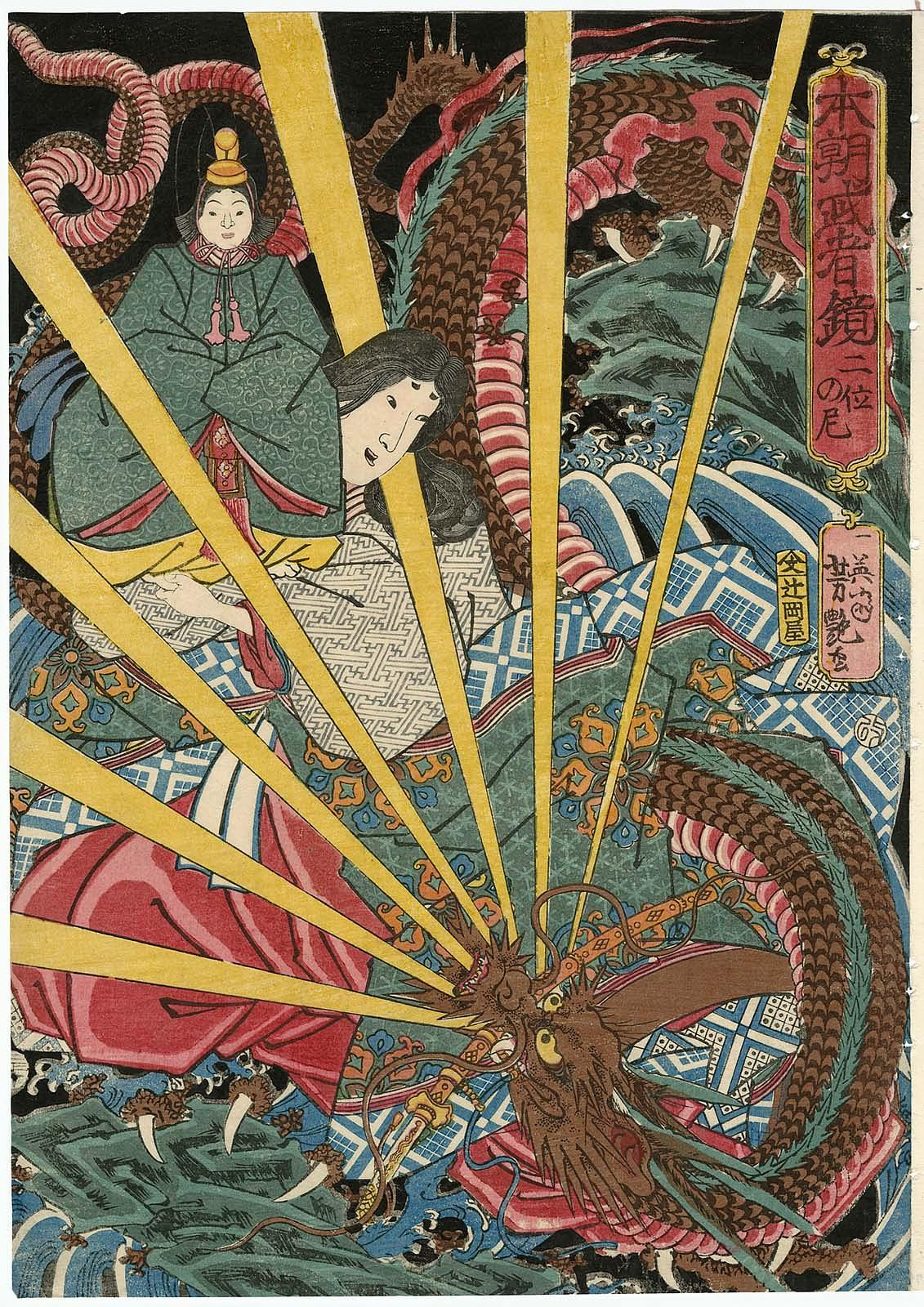
Antoku császár nagyanyja megmenti unokáját egy sárkánytól

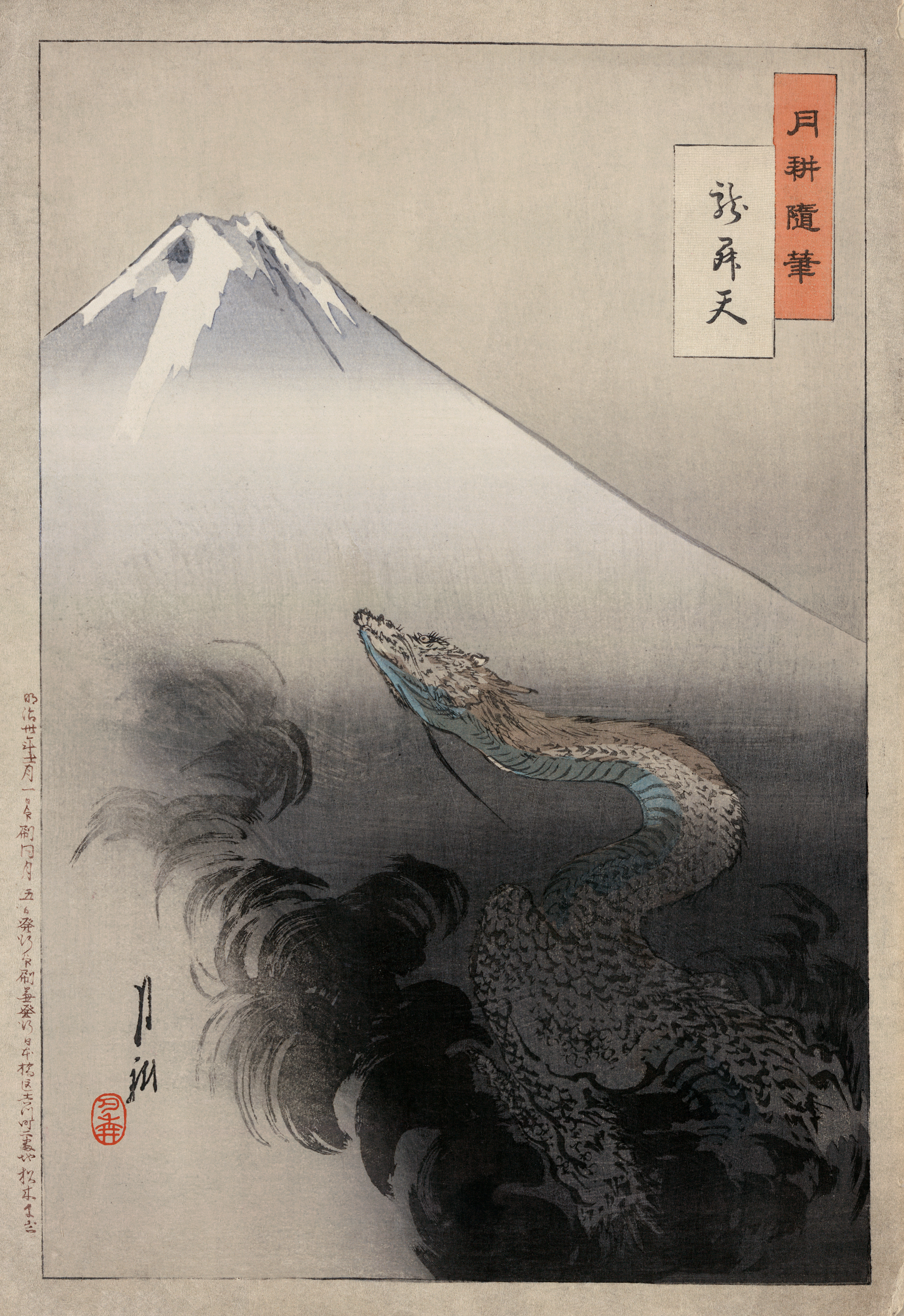
Egy sárkány szeli át az egeket, háttérben a Fudzsival, Ogata Gekkó ukijo-e festményén

A japán sárkányok (日本の竜 Nihon no rjú) a japán mitológiában, illetve kultúrában rendkívül változatosak. A japán sárkánymítoszokban az ősi legendák gyakran ötvöződnek kínai, koreai vagy akár indiai sárkánytörténetekkel. A sárkányok tulajdonságait erősen befolyásolta a kínai hatás. A többi ázsiai sárkányhoz hasonlóan a legtöbb japán példány is valamilyen vízistenség, akiket gyakran társítanak vízesésekkel vagy más víztömegekkel. Általában nagy, szárny nélküli, kígyózó teremtményekként ábrázolják őket, lábaikon éles karmokkal. A mai japán nyelvben számos szinonimával találkozhatunk a „sárkány” szóra. Ilyen például a tacu, amely a régi japán ta-tu szóból származik; a kínai lungból (龍) eredő rjú vagy rjó (竜); a szanszkrit nyelvből fakadó nága (ナーガ); de az angol dragon szót is előszeretettel használják doragonként (ドラゴン). Ez utóbbit általában csak a nyugati típusú sárkányokra használják.

## Őshonos japán sárkányok
Az i. sz. 680 körül íródott Kodzsiki és a körülbelül 720-ban keletkezett Nihonsoki mitológiai-történelmi könyvek tesznek először említést sárkányokról. „A legősibb krónikák számtalan variációban írják le a sárkányokat – magyarázza de Visser –, legtöbbjük azonban valamilyen vízisten, kígyó vagy sárkány formában.” A Kodzsiki és a Nihonsoki jó néhány ősi sárkányt bemutat:
- Jamata no Orocsi (八岐大蛇 „nyolckarú óriás kígyó”): egy nyolcfejű, nyolcfarkú sárkány, akit Szuszanoo, a vihar istene pusztított el, amikor felfedezte a legendás kardot, a Kuszanagi-no-curugit a sárkány farkai közt.
- Vatacumi (海神 „tenger isten”) vagy Rjúdzsin (龍神 „sárkány isten”): a tengerek és óceánok ura, aki képes volt emberi alakot ölteni. Tengerfenéki palotájában (龍宮城 Rjúgúdzsó) élt, ahol a bűvös árapály ékszerekkel irányította az apály és dagály váltakozásait.
- Tojotama hime (豊玉姫 „fénylő gyöngyhercegnő”): Vatacumi lánya, aki bizonyítottan Dzsinmu császár, Japán legendás első császárának ősanyja.
- Vani (鰐 „cápa”/„krokodil”): egy tengeri szörny, melynek egyik fajtája a kuma-vani (熊鰐), vagyis „medve-cápa/krokodil”, amit két ősi legendában is megemlítenek. Az egyik történet szerint a tenger isten, Ebiszu egyszer átváltoztatta magát egy közel 15 méteres kuma-vanivá és örökbe fogadta Tojotama hercegnőt. A másik mítoszban egy kuma-vani irányította Csúai és Dzsingú császár hajóit.
- Mizucsi (蛟/虯): folyó sárkány és vízisten is egyben. A Nihonsoki szerint Nintoku császár emberáldozatokat mutatott be Mizucsinak, hogy kiengesztelje folyószabályozó tevékenységei miatt.

Ez a mítosz, mely szerint Dzsinmu császár Tojotama hercegnő utódja, igazolja, hogy a japán császárok a sárkányok leszármazottjaikként tartják magukat számon. Mindezt érdemes összevetni azzal a kínai hagyománnyal, miszerint a sárkányok a kínai császárt szimbolizálják.
A későbbi időkben a japán sárkányok alakját erősen befolyásolták a kínai és indiai mítoszok.
- Kijohime (清姫 „tisztaság hercegnője”): egy teaház felszolgálója volt, ahol beleszeretett egy fiatal buddhista papba. Miután a férfi visszautasította, mágiát kezdett el tanulni, sárkánnyá változtatta magát és megölte a papot.
- Nure-onna (濡女 „nedves nő”): egy kígyótestű sárkány, női arccal. Általában a folyóparton, hajmosás közben lehet látni, és ha felbosszantják, előszeretettel öli meg az embereket.
- Zennjo Rjúó (善如龍王 „jóságos sárkánykirály”): egy esőisten, akit vagy sárkányként ábrázolnak, egy kígyóval a fején, vagy emberként, kígyófarokkal.
- Inari (稲荷): az aratás és gabona istene, akit gyakran rókaként ábrázoltak, nem sárkányként.
- Urasima Taró (浦島太郎) történetében a megmentett teknős elviszi Tarót Rjúgúdzsóba, és Vatacumi szép leányává változik át.
- A Tavara Tóda (俵藤太) című népmesében pedig a Biva-tó sárkánykirálya kéri meg Tódát, hogy öljön meg egy óriási százlábút.

## Kínai-japán sárkányok
A kínai sárkányok hatalmas szerepet játszottak a japán mitológiában. A japán „sárkány” szó a kínai lung (龍) szóból ered, ám a hétköznapi japánban ez az írásjegy leegyszerűsödött: 竜. Ezt a kandzsit kun olvasatban tacunak, míg on olvasatban rjúnak vagy ryónak ejtik.
A japán mitológiában számos, a kínaiból átvett jövevényszó található. Ilyenek például a kínai asztrológiában a Négy szimbólum japán megfelelői:
- Szeirjú = Csing Lung (青龍) „Zöld sárkány”
- Szuzaku = Csu Csüe (朱雀) „Vörös főnix”
- Bjakko = Paj Hu (白虎) „Fehér tigris”
- Genbu = Hszüan Vu (玄武) „Fekete teknős”

A japán sirjú (四竜), vagyis „négy sárkány” nem más, mint a legendás kínai lungvang (龍王), magyarul „sárkánykirályok”, a négy tenger urai.
- Gókó = Ao Kuang (敖廣) „a Keleti-tenger sárkánykirálya”
- Gókin = Ao Csin (敖欽) „a Déli-tenger sárkánykirálya”
- Gódzsun = Ao Zsun (敖閏) „a Nyugati-tenger sárkánykirálya”
- Gódzsun = Ao Sun (敖順) „az Északi-tenger sárkánykirálya”

Néhány szerző a karmok száma alapján különbséget tesz a japán rjú és a kínai lung sárkány között. „Japánban – írja Gould – kivétel nélkül három karommal ábrázolják őket, míg Kínában ez a szám négy vagy öt, attól függően, hogy hétköznapi vagy császári jelképről van-e szó.”
A második világháború alatt a japán katonaság rengeteg felszerelését kínai sárkányok után nevezte el. A kórjú (蛟竜) /csiaolung (蛟龍) mint „árvíz sárkány” egy törpe-tengeralattjáró volt, míg a sinrjú (神竜) /senlung (神龍), „lélek sárkány” pedig egy rakétával felszerelt kamikaze repülőgépnek kölcsönözte a nevét.  A Japán Császári Hadsereg 56. hadosztálya a Sárkány kódnevet viselte. Ez a hadosztály aztán egészen véletlenül a kínai Lungling (龍陵) egyik városában semmisült meg, melynek jelentése: „Sárkánysír”.

## Indo-japán sárkányok
Annak idején, amikor buddhista szerzetesek érkeztek Japánba, hogy vallásukat terjesszék, a buddhista és hindu mitológia sárkányait és kígyókról szóló legendáit akaratlanul is továbbadták. A legjelentősebb példa erre a nága (ナーガ vagy 龍 „eső isten”; „a buddhizmus védelmezője”) vagy a nágarádzsa (ナーガラージャ vagy 龍王 „kígyókirály”; „sárkánykirály”) szó átvétele. De Visser szerint számos japán nága legenda esetében találkozhatunk kínai jellemvonással. „Teljesen bizonyos, hogy az összes indiai mese Kínán keresztül jutott el Japánba. Továbbá, sok ősi japán sárkány, amelyekkel kínai legendákban is találkozhatunk, volt később megfeleltetve nágaként, így a végeredmény az ideák keveredése lett.” Például a tengeri palota, ahol a nága királyok feltehetően élnek, japánul rjúgúnak (龍宮 „sárkány palota”) hívják, ami a kínai lungkung (龍宮) szóból vettek át. Ez összehasonlítható a rjúgúdzsóval (龍宮城 „sárkány palota kastély”), Vatacumi, a tenger isten tengerfenéki birodalmával. A japán árapály-ékszerekről szóló történetek, amelyek az apályt és a dagályt irányítják, az indiai mitológiában is megtalálhatók njoidzsu (如意珠 „kívánságteljesítő ékszer”) néven.
További példák buddhista japán sárkányokra:
- Hacsidai rjúó (八大龍王 „nyolc nagy nága király”): a „Nyolc nagy nága király” összegyűlt, hogy meghallgassák Buddha tanítását a Lótusz szútráról, akiket hasonlóan ábrázolnak.
- Mucsarinda (ムチャリンダ): Mucsalinda egy nága király, aki megvédte Buddhát, mikor az elérte a megvilágosodást. Általában egy hatalmas kobraként jelenik meg.
- Benzaiten (弁才天): Szaraszvati istennő  japán neve, aki a Rigvéda szerint megölte a háromfejű Vritra kígyót vagy sárkányt. Az Enosima Engi elbeszélése alapján Benzaiten alkotta Enosimát 552-ben, annak érdekében, hogy megállítson egy ötfejű sárkányt, aki zaklatta az embereket.
- Kuzurjú (九頭龍 „kilencfejű sárkány”): a sokfejű nága királytól, Sesától (シェーシャ vagy 舍沙) származik, és akit a naganói Togakusi szentélyben tartanak számon.

## Sárkánykultusz

### Sárkány templomok
A buddhista templomokkal szorosan összekapcsolódik a sárkánytan. A templomok közelében lévő pocsolyákban és tavakban élő sárkányokról rengeteg legenda szól. De Visser ezeket a helyszíneket megpróbálta összegyűjteni, s feltételezése szerint ilyen templom az oszakai Sintennódzsi, a Gogen templom Kanagavában vagy a haku-hegyi szentély, ahol a Genpei dzsószuiki szerint egyszer egy zen pap egy kilencfejű sárkányt látott átváltozni Kannon istennővé. Napjainkban például a szaiko-tavi Sárkány szentélyben rendszeresen rendeznek fesztiválokat és tűzijáték bemutatókat.
A japán földrajzi nevekhez hasonlóan a templomnevek is előszeretettel használják a sárkányokat. Példának okáért meg lehet említeni a Tenrjúdzsit (天龍寺 „Mennyei sárkány templom”), a Rjútakudzsit (龍沢寺 „Sárkányláp templom”) vagy akár a Rjóandzsit (竜安寺 „Nyugodt sárkány templom”). Egy legenda szerint, amikor 596-ban felszentelték a narai Hókódzsit (法興寺), más néven Aszukaderát (飛鳥寺), „egy lila felhő ereszkedett le az égből és fedte be a palotát, Buddha nagytermével egyetemben; majd a felhő ötszínűvé vált és egy sárkány vagy főnix alakja rajzolódott ki belőle”.
A Kinrjú-no-mai, „Arany sárkány tánc” egy évenként megrendezésre kerülő sárkánytánc, amit a Szenszódzsiben, az aszakuszai buddhista templomban tartanak. A táncosok a templomot és az utcát egyaránt körbetáncolják. Mindez egy legendára vonatkoztatható vissza, mely szerint a templomot az után hozták létre, miután két halász egy kis arany Kannon-szobrocskát talált a Szumida folyóban, s abban a pillanatban arany sárkányok szálltak az egekbe. Az Arany sárkány tánc a templom alapítását ünnepli és állítólag jó szerencsét és boldogságot hoz.

### Sárkány szentélyek
A japán sárkányok ugyanúgy kapcsolatban állnak a sintó szentélyekkel, akárcsak a buddhista templomok.
A mijadzsimai Icukusima szentélyről, illetve az Icukusima-szigetről úgy hitték, ez ad otthont a tenger isten, Vatacumi lányának. A Gukansó és a Heike monogatari szerint Vatacumi felhatalmazta Antoku császárt, hogy trónra léphessen, mivel apja, Taira no Kijomori oly erősen fohászkodott az ő ősi szentélyénél. Miután Antoku az 1185-ös dan-no-urai vereség után vízbe fojtotta magát, a fenséges Kusanagi kard (amely eredetileg Jamata no Orocsi sárkány farkai közül került elő) eltűnt a tengerben. Mások szerint a kardot búvárok megtalálták, és most az acutai nagyszentélyben őrzik. Az 1185-ös földrengést emiatt a bosszúálló heike lelkeknek tulajdonítják, különösképp Antoku sárkányerejének.
A rjúdzsin sinkó (竜神信仰 „sárkányisten vallás”) a sintó vallás egyik fajtája, amely a sárkányokat vízi kamikként tiszteli. Ez kapcsolatban áll a különböző mezőgazdasági szertartásokkal, esőimádkozókkal, illetve a halászok sikerességével.

## Galéria

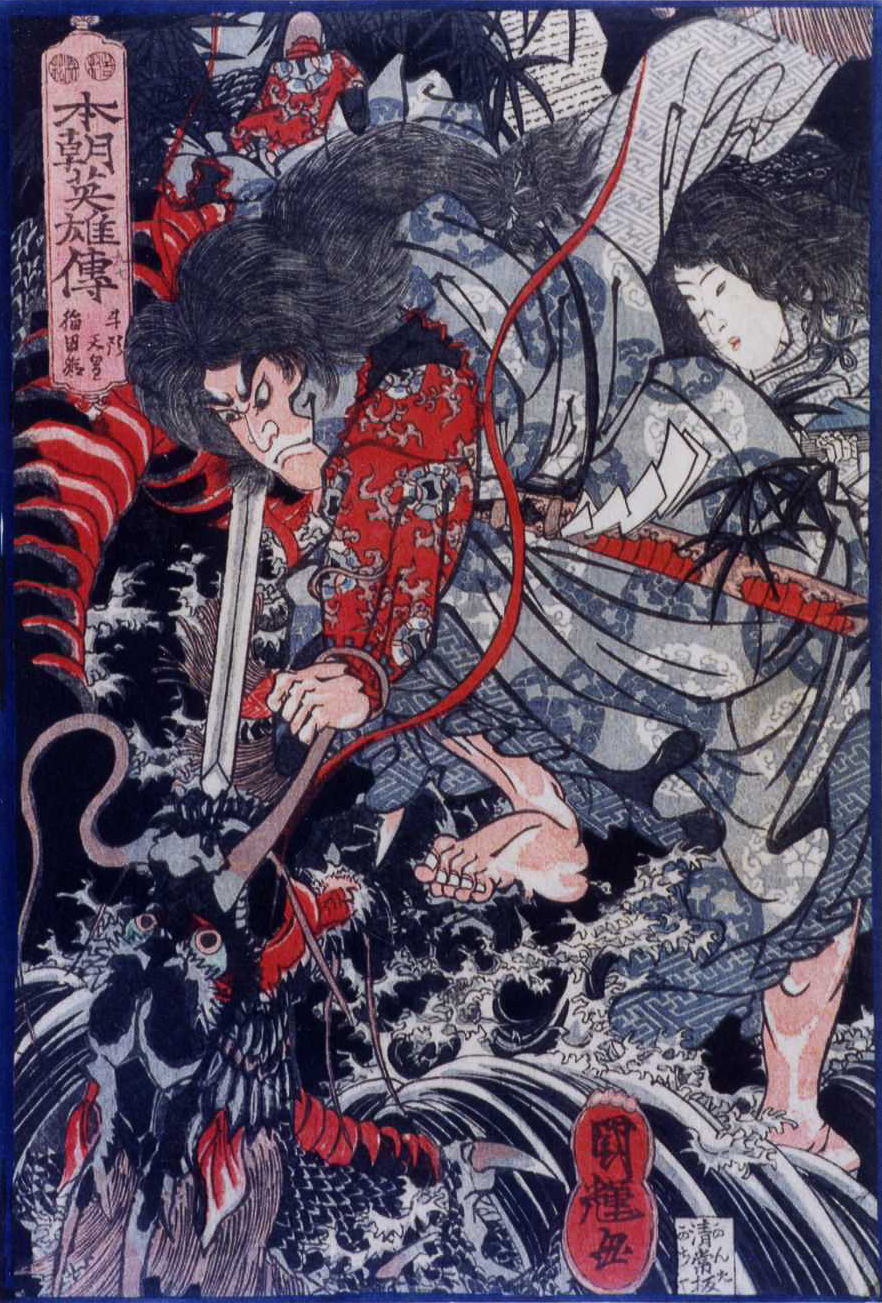
Szuszanoo meggyilkolja Jamata no Orocsit – Kuniteru.
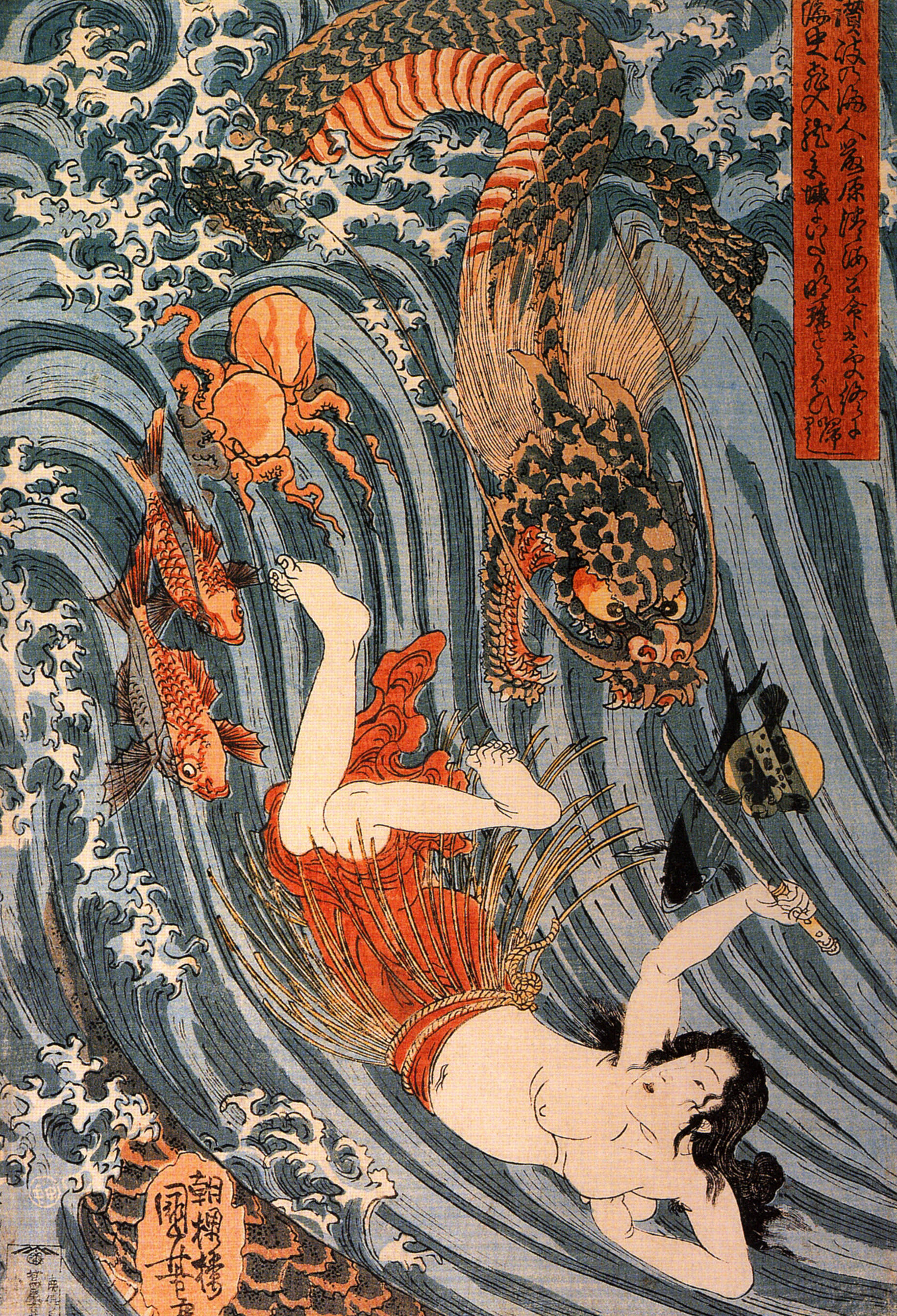
Az ama búvár Tamatori hercegnő ellopja a Sárkánykirály ékszerét – Utagawa Kuniyoshi.
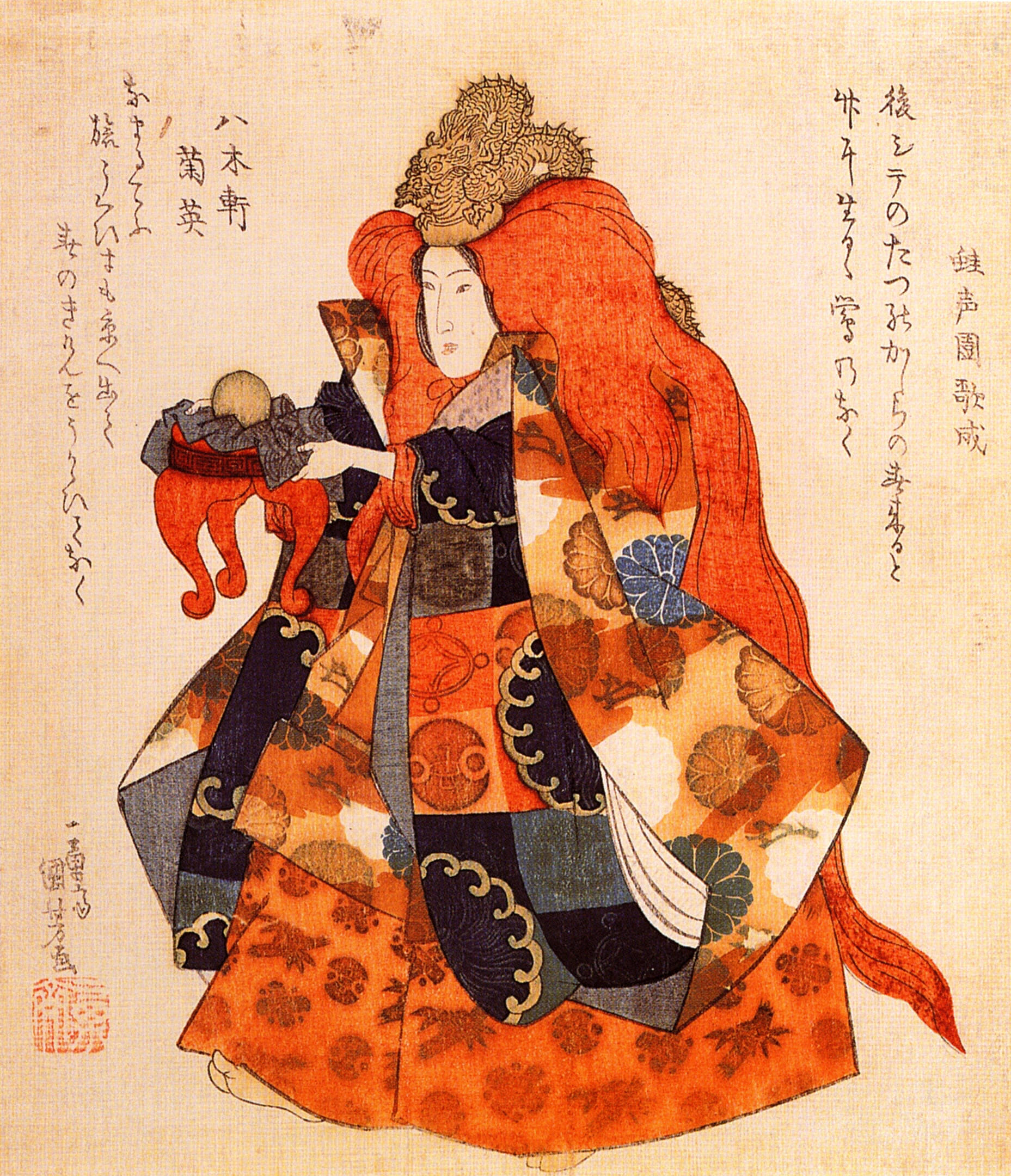
A Sárkánykirály leánya – Utagawa Kuniyoshi.
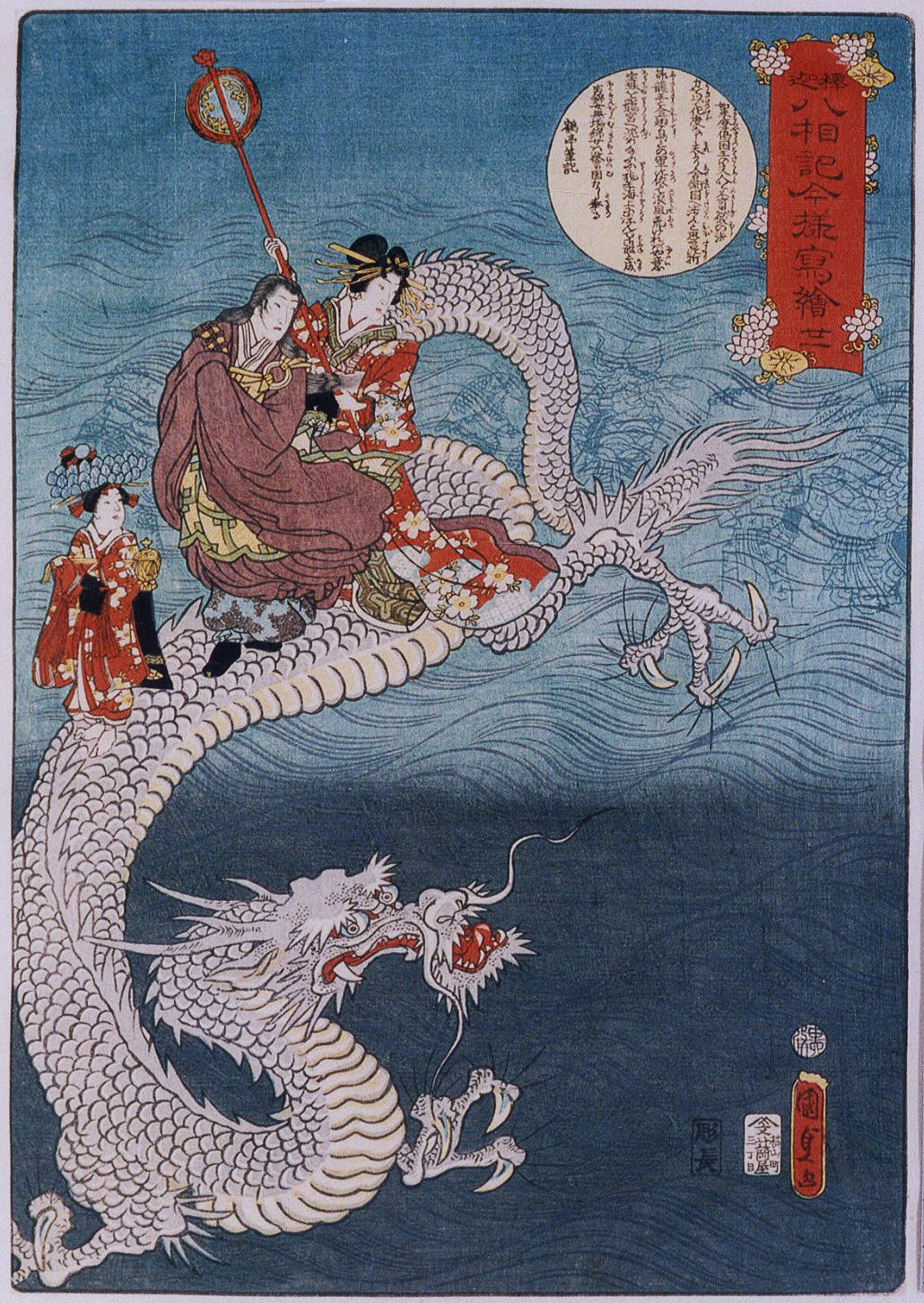
Buddha meglovagol egy tengeri sárkányt – Utagava Kuniszada.
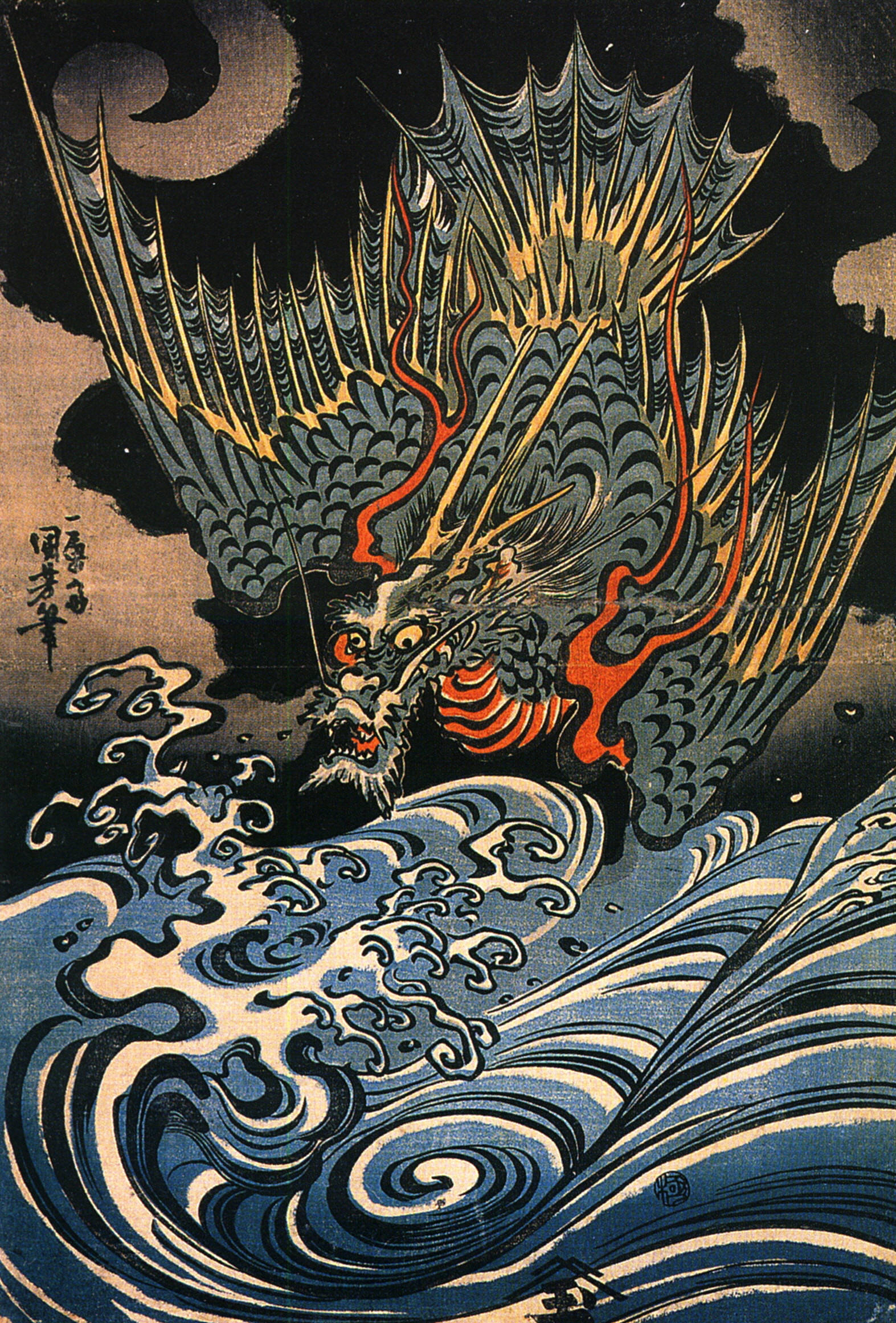
Tengeri sárkány – Utagawa Kuniyoshi.
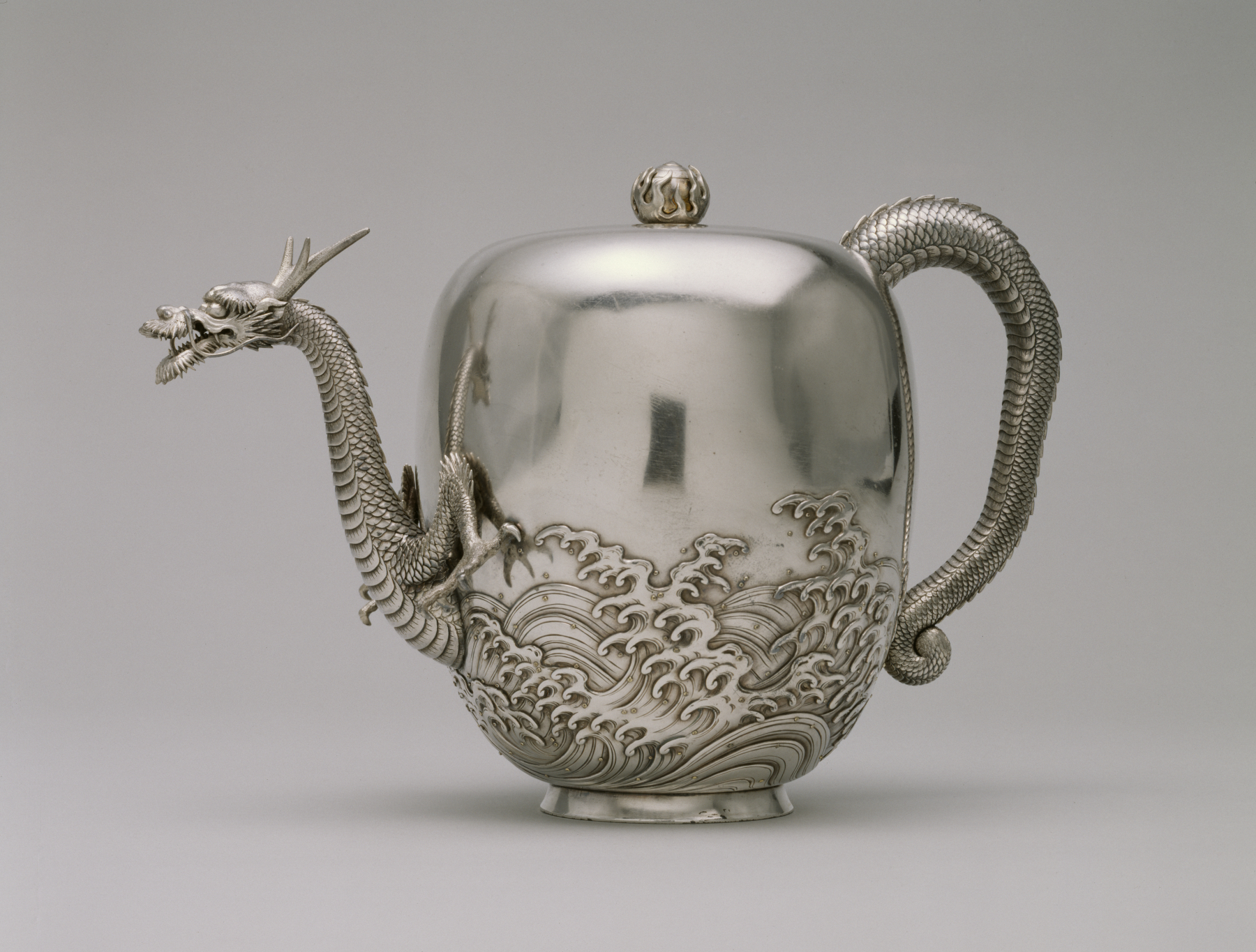
Sárkányos teáskanna, Walters Művészeti Múzeum.

## Sárkányok a modern japán kultúrában
- A Japán Császári Légierő néhány repülőgépének sárkány vonatkoztatású nevet adott. Ilyen volt például a Kawasaki Ki-45-ös kétmotoros vadászrepülőgép, amely a „Torjú” („sárkányölő”) nevet kapta, a „Hirjúnak” („repülő sárkány”) keresztelt Mitsubishi Ki-67-es vagy a Nakajima Ki-49-es bombázó, amely a „Donrjú” („viharsárkány”) névre hallgatott.
- A Japán Császári Haditengerészet, s a későbbi Japán Tengerészeti Véderő is gyakran nevezte el a hajóit sárkányokról. Itt érdemes megemlíteni a második világháborúban használt Hirjú és Szórjú repülőgép-hordozókat, valamint a szórjú típusú modern tengeralattjárókat.
- A sárkány előszeretettel használt motívum a jakuza tetoválásoknál.
- Az animékben és mangákban sokszor helyet kap a japán sárkány mint szereplő, akár főszereplő is, mint például Mijazaki Hajao Chihiro Szellemországban című animációs filmjében, amelyben a főszereplő fiú, Haku egy folyóisten, aki képes emberi alakot ölteni.

## Fordítás
- Ez a szócikk részben vagy egészben  a   Japanese dragon című angol Wikipédia-szócikk ezen változatának fordításán alapul.  Az eredeti cikk szerkesztőit annak laptörténete sorolja fel. Ez a jelzés csupán a megfogalmazás eredetét és a szerzői jogokat jelzi, nem szolgál a cikkben szereplő információk forrásmegjelöléseként.